# Beasomia sexdecima
Beasomia sexdecima är en tvåvingeart som beskrevs av Kaul 1984. Beasomia sexdecima ingår i släktet Beasomia och familjen fjärilsmyggor. Inga underarter finns listade i Catalogue of Life.